# Gerlaser Forst

Lage des ehemaligen gemeindefreien Gebiets Gerlaser Forst im Landkreis Hof

Das ehemalige gemeindefreie Gebiet Gerlaser Forst liegt im oberfränkischen Landkreis Hof. Zum 1. Januar 2025 wurde das gemeindefreie Gebiet aufgelöst und in das Gemeindegebiet des Marktes Bad Steben eingegliedert.

## Geographie
Der 5,83 km² große Staatsforst liegt zwischen Bad Steben, Naila, Forst Schwarzenbach am Wald und Geroldsgrün. 